# ヒッポニコス1世
ヒッポニコス（希：Ἱππονίκος、ラテン文字転記：Hipponicos、紀元前6世紀）はアテナイの貴族、政治家である。
ヒッポニコスは僭主ペイシストラトスと対立したカリアス1世の子であり、アケメネス朝ペルシアとの間にカリアスの和約を締結したカリアス2世の父である。また、ヒッポニコスは改革者ソロンの友人でもあった。紀元前594年のソロンの改革に際し、ソロンが改革に先んじてヒッポニコスら三人の友人に債務帳消しはするが土地の再配分はしないといった時、ヒッポニコスは借金を返す必要はないと知りつつ金満家から借金をして広大な土地を買い占めた。

## 註
1. ↑  ヘロドトス, VI. 121, 125
2. ↑  プルタルコス, 「ソロン」, 15